# Gabriel Puig y Larraz
Gabriel Puig y Larraz (Sevilla, 1851-Madrid, 1917) fue un ingeniero de minas español.

## Biografía
Nació el 28 de marzo de 1851 en Sevilla. Vocal de la Sociedad Geográfica de Madrid, colaboró en el Boletín de la Real Academia de la Historia (1897-1899), institución de la que fue académico correspondiente. Desde 1897 perteneció a la Asociación de la Prensa de Madrid. Fue autor de obras como Descripción física y geológica de la provincia de Zamora (1883), Cavernas y simas de España (1896), Catálogo geográfico y geológico de las cavidades naturales y minas primordiales de España (1896) y Ensayo bibliográfico de antropología prehistórica ibérica (1897), entre otras. Murió en Madrid el 10 de febrero de 1917.